# هتل توری تامپره
هتل توری تامپره (به فنلاندی: Hotel Torni Tampere) یک هتل و ساختمان بلندمرتبه در فنلاند است که در تامپره واقع شده‌است.